# ممكنة عامة
الممكنة العامة القضية هي التي حكم فيها بسلب الضرورة المطلقة عن الجانب المخالف للحكم، فإن كان الحكم في القضية بالإيجاب كان مفهوم الإمكان سلب ضرورة السلب، وإن كان الحكم في القضية في السلب كان مفهومه سلب ضرورة الإيجاب، فإنه هو الجانب المخالف للسلب، فإذا قلنا: كل نار حارة بالإمكان العام، كان معناه: إن سلب الحرارة عن النار ليس بضروري، وإذا قلنا: لا شيء من الحار ببارد بالإمكان العام، فمعناه: أن إيجاب البرودة للحار ليس بضروري.